# 八王子市立館小中学校
八王子市館小中学校（はちおうじしりつ たてしょうちゅうがっこう）は、東京都八王子市館町にある公立の小中一貫校。

## 概要
- 八王子市南部の丘陵地に位置し、1974年（昭和49年）に入居開始した館ヶ丘団地に所在する。学校周辺は豊かな自然に囲まれており、本校周辺には大学病院、大学のキャンパスが所在する。

### 学級規模
- 児童数は1学年17名、2学年15名、3学年5名、
4学年14名、5学年16名、6学年11名　合計78名である[3]。
- 生徒数は1学年17名、2学年27名、3学年33名　合計77名である（2023年(令和5年)1月1日現在）。[3]。
- 教員数・職員数　小学部教員数14名、職員数3名[4]、中学部教員数12名、職員数2名[5]。

殿入小と館小を統合した後の2009年の児童数（小学部）は183名だったが、団地居住者の減少傾向が続き、2022年には75名にまで落ち込み、ほぼ6割減少した。生徒数（中学部）は2022年には79名と2009年度比で1割の減少に留まっている。

館ヶ丘団地の商店街　2023年4月撮影

## 沿革
出典
- 1975年（昭和50年）4月1日 - 横山第一小学校を母体として旧上館小学校と旧殿入小学校開校。横山中学校を母体として旧館中学校が開校。
- 2002年（平成14年）
  - 3月31日 - 旧殿入小学校と旧上館小学校が閉校。
  - 4月1日 - 館小学校開校。
  - 8月1日 - 新校舎増築（PC室、多目的室）。
  - 11月26日 - 開校記念式典挙行。校歌・校章制定。
- 2010年（平成22年）- 館小・館中共に地域運営学校指定。[要出典]
- 2011年（平成23年）4月5日 - 館小学校と館中学校を併合して、小中一貫校・館小中学校開校。

## 教育目標
少人数・小規模校の特質を生かし、義務教育９年間を通して、一人一人の児童・生徒を確実に育成することをめざしている。

### 特色ある教育活動
- 1．中学部教員が小学部で授業を担当する。
- 2．小学部教員が中学部の授業サポートする。
- 3．児童会と生徒会が共催でリサイクル活動。
- 4．合同で運動会や作品展の開催。[10]

## 主な部活動
- 硬式テニス部
- 陸上競技部
- 吹奏楽部
- ラーニングアソシエーション部 　(勉強部)

## 通学区域及び学区
小学部の通学区域
- 館町の一部[11]

中学部の学区
- 館町の一部[11]

## 交通アクセス
- JR中央線、または京王高尾線の高尾駅（南口）から京王バス「館ヶ丘団地」「医療センター経由館ヶ丘団地」行き乗車で、「館中学校前」停留所下車1分。
- 京王電鉄京王線京王八王子駅・JR東日本中央本線・八高線八王子駅（北口）から、上述の京王バス「八04」系統で、「館中学校前」バス停下車。